# Cascade (waterval)

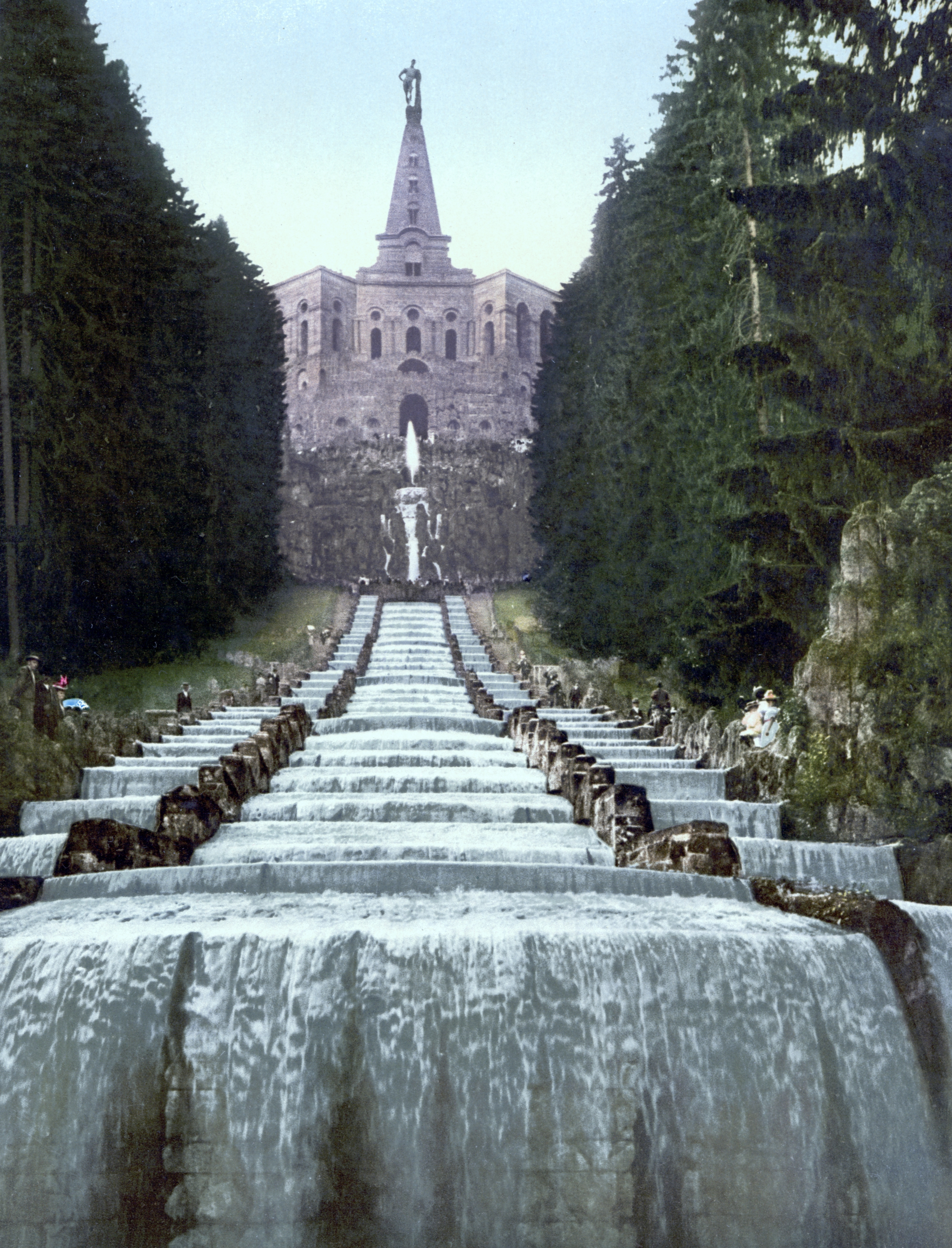
Bergpark Wilhelmshöhe in Kassel

Een cascade (Latijn: cascare, vallen) is een waterval die bestaat uit een trapsgewijze opeenvolging van kleine watervallen. Een cascade kan door de natuur gevormd zijn, of kunstmatig worden aangelegd als element in de tuinarchitectuur, bestaande uit een reeks kleine watervallen geleid over bijvoorbeeld rotsblokken, als een opeenvolging van trapsgewijs aangelegde terrassen. Een eenvoudige kunstmatige cascade is een soort trap waar water afstroomt, dat weer naar boven wordt gepompt; het kan dienen als recreatieplek om bij of in te zitten en als waterspeelplek.
De term cascade wordt ook wel gebruikt voor een reeks van opeenvolgende verschijnselen.

## Cascades met of zonder fonteinen

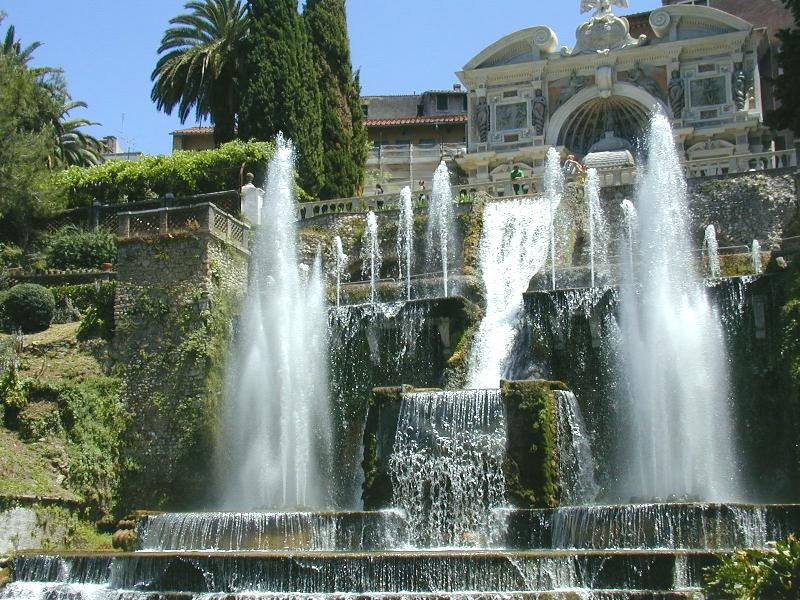
Waterspel van de Villa d'Este, met fonteinen en cascades

Het water kan worden aangevoerd op het hoogste plateau van de cascade, of hoger met een bovenste waterval(letje) tussen die niveaus, maar het hoogste niveau kan ook gevoed worden door het neerkomende water van een of meer omhoog gerichte fonteinen.
Tot en met grofweg het midden van de 19e eeuw moest een natuurlijke bron gevonden worden die voor de wateraanvoer zorgde, soms over vele tientallen kilometers. Fonteinen met cascaden werden al in de klassieke oudheid gebouwd (Villa Adriana). Daarna werden pas weer fonteinen gebouwd in de renaissance (in het nabij gelegen Villa d'Este) in tuinen of parken. Sinds er pompen gebruikt worden is natuurlijke aanvoer van water niet meer nodig en zijn er in veel steden openbare plaatsen waar cascaden te zien zijn. Het klaterende geluid en de aanblik van de cascade wordt door velen ervaren als heerlijk verfrissend. De betreffende bassins kunnen al of niet ook bestemd zijn om er verkoeling in te vinden en in te spelen.

## Natuurlijke cascaden

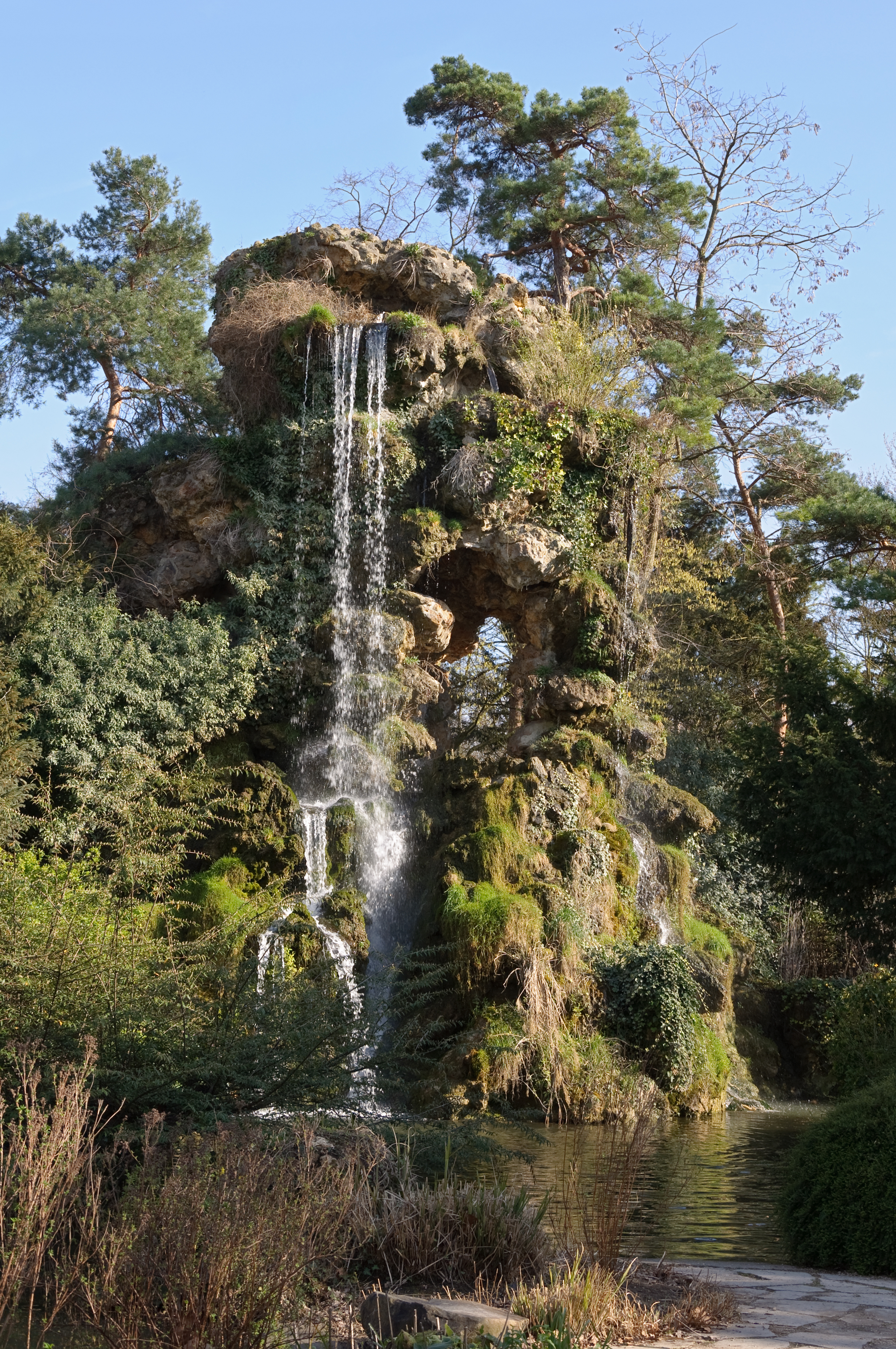
kunstige cascade in het Parc de Bagatelle, Frankrijk

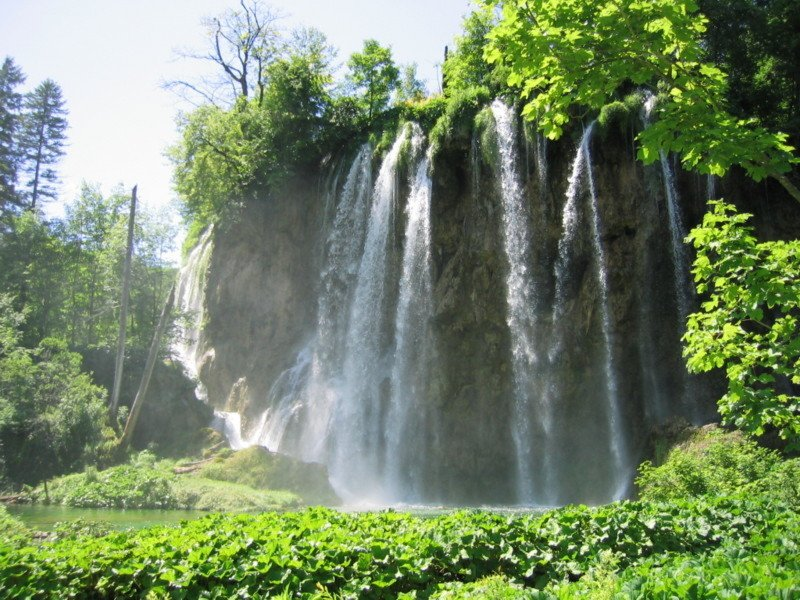
Nationaal park Plitvicemeren

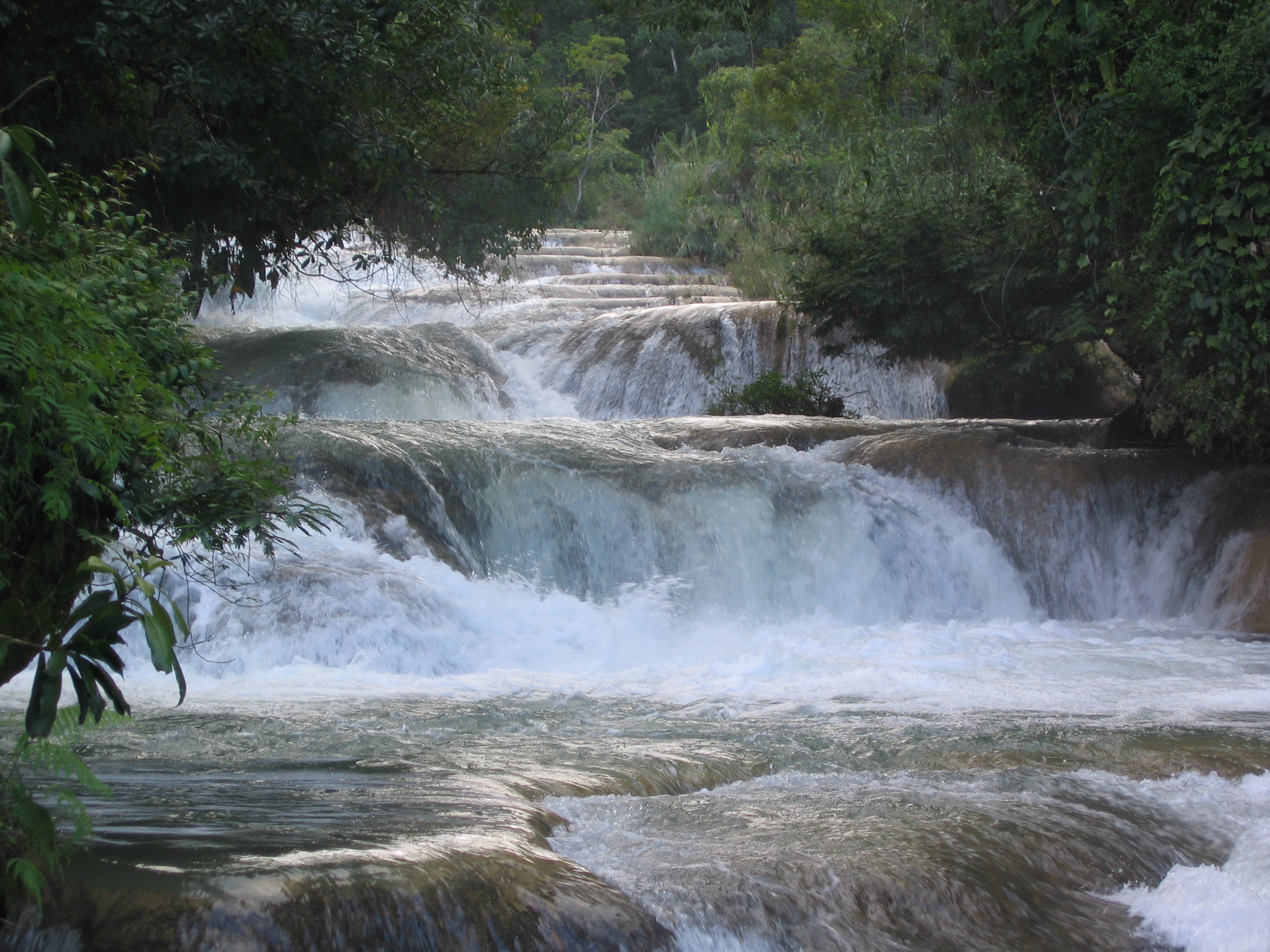
Cataratas de Agua Azul

Zeer veel natuurlijke watervallen komen als cascade voor. De natuurlijke Watervalcascade van Agua Azul in de Mexicaanse staat Chiapas behoort met een totale lengte van zes kilometer tot de langste en volgens velen ook mooiste van de wereld.
In Nederland komt geen natuurlijke cascade voor. De watervallen van de Vrijenberger Spreng zijn wel een cascade, maar de beek is gekanaliseerd en trappen erin kunstmatig.
De hoogste waterval van België is de Waterval van Reinhardstein. Dit is een natuurlijke cascade van in totaal 60 meter. De watervallen van Coo in België zijn veel bekender. Daar bevinden zich twee watervallen naast elkaar van ieder circa 15 meter. Deze watervallen vormen dus geen cascade.

## Terminologie
Een waterval is een cascade als deze in trappen naar beneden komt. Tussen de afzonderlijke trappen moet de stroom een horizontale loop hebben: een terras. De waterval valt dan uiteen in meerdere aparte watervallen. Er is geen duidelijke afbakening gedefinieerd van de lengte tussen de trappen om van een cascade te spreken of van meerdere aparte watervallen.
De Mürrenbachwaterval in het Berner Oberland is volgens deze definitie de hoogste waterval van Europa, omdat er tijdens de laatste onderzoekingen in 2009 geen horizontale gedeelten in de val zijn waargenomen. Tot die tijd werd deze waterval als cascade gezien.
De terminologie is echter niet waterdicht en de discussie hierover is nog niet gesloten.